# Первомайский (Воткинский район)
Первомайский — посёлок в Воткинском районе Удмуртской Республики России.

## География
Посёлок находится в восточной части республики, в подзоне южной тайги, на правом берегу реки Сидоровки, на расстоянии примерно 7 километров (по прямой) к востоку от города Воткинска, административного центра района. 

### Климат
Климат характеризуется как умеренно континентальный, с продолжительной холодной многоснежной зимой и коротким относительно жарким летом. Среднегодовая температура воздуха — 1,4 °С. Средняя температура воздуха самого тёплого месяца (июля) — 17,5 °C (абсолютный максимум — 34,3 °C); самого холодного (января) — −15 °C (абсолютный минимум — −43 °C). Вегетационный период длится 160 дней. Среднегодовое количество атмосферных осадков составляет 527 мм, из которых 376 мм выпадает в период с апреля по октябрь. Снежный покров держится в течение 172 дней.

### Часовой пояс
Посёлок Первомайский, как и вся Удмуртская Республика, находится в часовой зоне МСК+1. Смещение применяемого времени относительно UTC составляет +4:00.

## Население
| 2010 | 2012  |
| ---- | ----- |
| 1466 | ↗1478 |

### Национальный состав
Согласно результатам переписи 2002 года, в национальной структуре населения русские составляли 86 % (1476 человек).

## Инфраструктура
В посёлке шестнадцать улиц: Азина, Береговая, Гагарина, Зеленая, Механизаторов, Молодежная, Пугачева, Чайковского, Юбилейная, Строителей, Новая, Разлинка, Совхозная, Комсомольская, Молодежный проезд, Школьный проезд. Есть детский сад, отделение почты.

## Достопримечательности
Памятник Землякам, павшим в годы Великой Отечественной войны.